# Bollnäsnytt
Bollnäsnytt var en lokal gratistidning som gavs ut från 2001 i Bollnäs med omnejd till 22 december 2019
Fullständig titel var 2013-01-01--2016-12-31 Bollnäsnytt och sedan 2017-01-08--2019-12-22 Bollnäsnytt/ Ovanåker

## Redaktion
Redaktionen har hela tiden funnits i Bollnäs. I december 2019 lades Bollnäsnytt och två andra gratistidningar ner.
| Period                 | Ansvarig utgivare (chefredaktör är tidningens titel) | Period                 | Redaktör            |
|                        |                                                      | 2013-01-06--2014-10-12 | Westin, Kristian    |
| 2013-01-06--2015-04-19 | Kindstrand, Gunilla                                  | 2014-05-18--2015-04-19 | Kindstrand, Gunilla |
| 2015-04-26--2015-08-16 | Froms, Tomas                                         | 2014-10-19--2015-05-03 | Gunnarssson, Stina  |
| 2015-08-23--2017-02-05 | Sundgren, Thomas                                     | 2015-04-26--2015-08-16 | Froms, Tomas        |
| 2017-02-12--2017-04-30 | Froms, Tomas                                         | 2015-05-10--2019-12-22 | Brolin, Catrin      |
| 2017-05-07--2019-12-22 | Ingvarsson, Anders                                   |                        |                     |

## Tryckning
Förlag var 2013-01-01--2016-12-31 Hälsingetidningar aktiebolag i  Hudiksvall. 2017 okänt datum tog Mittmedia i  Gävle över tidningen. Tidningen trycks i fyrfärg i tabloidformat med moderna typsnitt. Tidningen har 16-24 sidor. Tryckeri var Mittmedia Print i Hudiksvall till 27 september 2015 sedan Mittmedia Print i Gävle. Upplagan för tidningen har varierat mellan 14000 och 20000. Större med Ovanåker. Annonsomfattningen har i regel varit över 50 % av innehållet.